# Scary Movie 2
Scary Movie 2 ist eine Horror-Komödie aus dem Jahr 2001. Es ist die Fortsetzung zu Scary Movie und somit der zweite Teil der Scary-Movie-Reihe. 2003 erschien Scary Movie 3, 2006 Scary Movie 4 und 2013 Scary Movie 5.

## Handlung
Die junge Megan Voorhees kommt bei einer Party ihrer Mutter im Hell House im Schlafanzug zu den Gästen und pinkelt auf den Teppich. Später kommen die Geistlichen Father McFeely und Father Harris ins Haus, um einen Exorzismus an dem Mädchen vorzunehmen, das vom Geist des vorherigen Hausbesitzers Hugh Kane besessen ist. Die Teufelsaustreibung scheitert jedoch, weil Megan die Priester beleidigt und sich die drei Beteiligten gegenseitig vollkotzen. Am Ende erschießt McFeely die Besessene.
Ein Jahr später sucht Professor Oldman Teilnehmer für eine Studie in einem Herrenhaus, bei der es angeblich um Schlafstörungen geht. Sein wegen einer Querschnittlähmung im Rollstuhl sitzender Assistent Dwight, der sich für das Paranormale interessiert, hat einige Studenten ausgesucht. Dazu gehören Cindy Campbell, Brenda, der sexuell orientierungslose Ray, der Kiffer Shorty sowie Alex und Buddy. Letzterer verliebt sich in Cindy, wird aber von ihr zurückgewiesen.
Als Cindy im Hell House eintrifft, begegnet sie zunächst einem frechen Papagei und dem Butler Hanson, dessen linke Hand verformt ist. Dieser zeigt ihr Porträts von Hugh Kane und dessen Frau. Als die Gruppe sich am Tisch versammelt hat, kommt noch eine weitere Teilnehmerin namens Theo hinzu. Der Fluch der besessenen Megan wird kurz angesprochen. Den Teilnehmern vergeht schnell der Appetit, weil Hanson sich beim Servieren des Essens ekelhaft verhält. Stattdessen spielen sie etwas Basketball.
Cindy hört eine geheimnisvolle Stimme und entdeckt mit Buddy, der sie grob behandelt, anhand von blutigen Fußspuren ein verstecktes Zimmer. Cindy findet einen Zeitungsbericht über den Mord an Hugh Kane und seiner Frau. Buddy stellt beim Blick auf ein Gemälde fest, dass die Frau große Ähnlichkeit mit Cindy hat. Kanes unsichtbarer Geist hat in der Nacht wilden Sex mit Alex. Cindy gerät in einen Kampf mit einer sehr aggressiven Katze, woraufhin der Professor ihr empfiehlt, sich mit Theo zu verbünden. Ray wird von einem Horrorclown angegriffen, den er jedoch mit seinem langen Penis unters Bett zerrt und vergewaltigt. Cindy liest in Mrs Kanes Tagebuch, dass diese ihrem Mann eine Affäre unterstellte, und verführt kurz Professor Oldman. Shorty wird von einer Hanfpflanze in einen riesigen Joint gedreht, bevor seine Freunde die Pflanze mit Salzgebäck („munchies“) ablenken.
Am nächsten Morgen sagt Cindy dem Rest der Gruppe, dass Hugh Kanes Geist hinter ihr her sei. Buddy belauscht ein Gespräch zwischen Oldman und Dwight, bei dem der Assistent den Professor vor einem Poltergeist warnt. Oldman will das Experiment trotzdem durchziehen. Theo verführt Dwight zum Oralsex und gelangt so an dessen Schlüssel. Mrs Kanes Geist lockt Oldman an und tötet ihn. Als sich daraufhin alle Türen schließen, bringt Dwight die jungen Menschen ins Labor. Dort gibt er ihnen Thermobrillen und besondere Pistolen.
Anschließend laufen sie durchs Haus. Cindy findet im Kesselraum, in dem Hugh Kane starb, ein Skelett, das sie verfolgt, bis Brenda das Skelett anders zusammensetzt. Alex wird von einem herabfallenden Kronleuchter erschlagen und Shorty hat Sex mit Mrs Kanes Geist. Cindy und Buddy werden in einem Kühlraum eingeschlossen. Buddy nutzt das, um von Cindy einen Handjob zu bekommen, und schleudert sie mit seinem Orgasmus gegen die Tür. Während Dwight gegen Hugh Kanes Geist kämpft, bastelt Cindy aus verschiedenen Gegenständen ein Kettenfahrzeug, mit dem sie sich und Buddy aus dem Kühlraum befreit.
Hanson ist von Kanes Geist besessen und hat Shorty entführt. Er öffnet dessen Schädel und anstelle eines Gehirns ist ein kleiner Rapper zu sehen. Cindy, Brenda und Theo liefern sich einen Kampf mit Hanson, der vorerst in einem Wirbelwind endet. Dwight entwickelt einen Plan. Cindy lockt Kanes Geist auf eine Plattform. Sie wird von Dwight und Ray gerettet, während der Geist in einem Lichtstrahl verschwindet.
Zwei Monate später redet Cindy mit dem Papagei, den sie aus dem Hell House mitgenommen hat. Als sie mit ihrem Freund Buddy zu einem Hotdog-Stand geht, verschwindet dieser und Hanson taucht auf. Cindy und Hanson schreien sich auf der Straße an, bevor letzterer von einem Auto erwischt wird. Darin sitzt Shorty, der gerade einen Blowjob von Mrs Kanes Geist bekommt.

## Synchronisation
Die deutsche Synchronisation entstand unter dem Dialogbuch von Frank Schaff und der Dialogregie von Kim Hasper durch die Synchronfirma Studio Babelsberg Synchron GmbH in Potsdam.
| Rolle            | Darsteller            | Synchronsprecher   |
| ---------------- | --------------------- | ------------------ |
| Cindy Campbell   | Anna Faris            | Marie Bierstedt    |
| Brenda Meeks     | Regina Hall           | Bianca Krahl       |
| Ray Wilkins      | Shawn Wayans          | Marius Clarén      |
| Shorty Meeks     | Marlon Wayans         | Bernhard Völger    |
| Buddy Sanderson  | Christopher Masterson | Gerrit Schmidt-Foß |
| Theo             | Kathleen Robertson    | Carolina Vera      |
| Alex Monday      | Tori Spelling         | Nana Spier         |
| Professor Oldman | Tim Curry             | Thomas Fritsch     |
| Dwight Hartman   | David Cross           | Dietmar Wunder     |
| Hanson           | Chris Elliott         | Lutz Mackensy      |
| Pater McFeely    | James Woods           | Manfred Lehmann    |
| Pater Harris     | Andy Richter          | Tobias Meister     |
| Tommy            | James DeBello         | Tobias Kluckert    |
| Megan            | Natasha Lyonne        | Tanja Geke         |

## Parodie
Wie sein Vorgänger, so ist auch dieser Film eine Parodie mit zahlreichen Anspielungen auf andere bekannte Produktionen aus dem Genre des Horrorfilms. Zur Verwunderung vieler Kritiker bildet diesmal Das Geisterschloss die zentrale Grundlage des Films, allerdings gibt es auch starke Anleihen bei den Horror-Klassikern Poltergeist und Der Exorzist. Außerdem sind auch Parodien von Hip Hop Hood, 3 Engel für Charlie, Friedhof der Kuscheltiere, Titanic, Düstere Legenden, 13 Geister, Ey Mann, wo is’ mein Auto?, Twister, Amityville Horror, Mission: Impossible II, Matrix, Cast Away, Schatten der Wahrheit, Re-Animator, Hannibal, Final Destination, Hollow Man, Der kleine Horrorladen, Stephen Kings Es, einem Nike-Werbespot, dem A-Team, (in der deutschen Fassung) Der Schwächste fliegt und Ghostbusters zu finden.

## Sonstiges
- Ein alternatives Ende wurde gedreht, in welchem James Woods erneut als Pater McFeely auftaucht. Cindy trifft auf all ihre Freunde und umarmt sie, froh, die Turbulenzen überlebt zu haben. McFeely klärt sie allerdings auf, dass es sich bei ihren Freunden um Geister handele. Dieses Ende wurde abgelehnt.
- Keenan Ivory Wayans verkündete, dass dies der letzte Film der Reihe mit seiner Mitwirkung sein werde, und hielt sein Wort. Hiernach übernahm David Zucker die Regie; dies erklärt den Umschwung von derbem Fäkalhumor in den ersten beiden Filmen auf weniger schockierenden Slapstick in den Fortsetzungen.[3]
- Die Villa, in welcher der Film größtenteils spielt, wurde bereits für den Film Jack allein im Serienwahn – auch bekannt unter Des Wahnsinns fette Beute – und für die Serie Batman hält die Welt in Atem verwendet.
- Das Lied, welches Hanson Cindy vorsingt, ist das gleiche, welches der Geistliche in Poltergeist II – Die andere Seite und Poltergeist III – Die dunkle Seite des Bösen singt.
- Tori Spelling und Kathleen Robertson spielen in diesem Film wieder zusammen. Zuvor waren die zwei Darstellerinnen von 1994 bis 1997 in der Serie Beverly Hills, 90210 zu sehen.
- Im Film lässt Cindy ein Buch fallen, welches Buddy aufhebt und ihr überreicht. Es trägt den Titel Harry Pothead (deutsch Harry Kiffer), eine Anspielung auf Harry Potter.
- Zu Beginn des Films wird eine Anspielung von Ey Mann, wo is’ mein Auto? gezeigt. Im Originalfilm wunderten sich die Protagonisten über ihre Tätowierungen „Dude“ und „Sweet“ auf ihren Nacken, welche typisch amerikanische Kosenamen sind. In Scary Movie trugen Buddys Zimmergenossen die Tätowierungen „Ray“ und „fucked me“.
- Das Ende der Scary-Movie-Filme ist ein Running Gag. Im ersten Teil schreit Cindy zum Himmel und wird unerwartet überfahren. In Teil zwei schreit sie mit dem Butler der Villa zum Himmel, wobei nur letzterer von Shorty überfahren wird. Im dritten Teil der Reihe wird Cindys Neffe, Cody, von einem Auto überfahren. Im vierten Teil wird der Erzähler von einem Bus überfahren.
- Ein weiterer Running Gag in der Filmreihe ist, dass Cindy und ihre Freunde nach dem ersten Teil alle sterben. Im dritten Teil tauchen zwar nur noch Cindy und Brenda auf, jedoch stirbt Brenda in diesem Film. Wie durch ein Wunder scheint auch Brenda überlebt zu haben, da sie im vierten Teil der Reihe wieder auftaucht.
- Brenda fragt Cindy, ob sie auch vor Ally McBeal davonlaufen würde. Dies ist eine Anspielung darauf, dass Regina Hall, welche Brenda spielt, schon mehrere Gastauftritte in der Serie Ally McBeal hatte sowie darauf, dass Ally-McBeal-Darstellerin Calista Flockhart zu dieser Zeit stark abgemagert war.

## Kritik
„Fragwürdige Fortsetzung der erfolgreichen Tennie-Slasher-Komödie ‚Scary Movie‘ (2000) mit allerlei Zitationen einschlägiger Horrorfilme, die zu keiner Zeit Eigenständigkeit beweist. Der geschmacklose, größtenteils im Fäkalbereich angesiedelte Humor speist sich distanzlos aus rassistischen, behindertenfeindlichen oder sexuell diskriminierenden Pointen.“

## Auszeichnungen
- Box Office Germany Award 2001
- Teen Choice Award 2001